# Anthony Tieku
Anthony Tiéku (* 16. März 1974 in Accra) ist ein ehemaliger ghanaischer Fußballspieler.
Er spielte in seiner Karriere bei folgenden Vereinen: Hearts of Oak Accra (Jugend), Hearts of Oak Accra (1992–1995), FSG Schiffweiler (1995–1996), FC 08 Homburg (1996–1998), 1. FC Saarbrücken (1998–2001), TuS Koblenz (2005–2007).
Der Abwehrspieler stand von 2001 bis 2005 bei Rot-Weiß Oberhausen unter Vertrag und absolvierte 62 Spiele (drei Tore) für den Klub. Nach dem Abstieg von Rot-Weiß Oberhausen in die Regionalliga Nord 2005 verließ er den Verein und wechselte zum damaligen Süd-Regionalligisten TuS Koblenz (der zum Ende der Saison 2005/06 als Zweiter der RL-Süd aufstieg in die Zweite Bundesliga). Sein bis zur Saison 2006/07 geltender Vertrag wurde jedoch nicht verlängert, sodass Tieku seitdem vereinslos ist.
Anthony Tiéku absolvierte insgesamt 116 Spiele in der 2. Fußball-Bundesliga und erzielte dabei sechs Tore.
Der Spieler wurde bekannt durch Bestechungsvorwürfe, nachdem er in der Saison 2004/05 im Zweitligaspiel ein Eigentor verursachte.